# Helene Kröller-Müller
Helene Kröller-Müller (11 februarie 1869 - 14 decembrie 1939) a fost una dintre primele femei europene care au reunit o colecție de artă majoră. Ea este creditată cu faptul că a fost unul dintre primii colecționari care au recunoscut geniul lui Vincent van Gogh. Ea a donat întreaga colecție poporului olandez, alături de ea și de soțul ei, Anton Kröller. Astăzi este Muzeul Kröller-Müller și grădina de sculptură și Parcul Național Hoge Veluwe, cel mai mare parc național din Olanda. 
Ea s-a născut Helene Emma Laura Juliane Müller la Essen-Horst, Essen, Germania, într-o familie industrială bogată. Tatăl ei, Wilhelm Müller, deținea Wm. H. Müller & Co., un furnizor prosper de materii prime pentru industria minieră și oțel. Ea s-a căsătorit cu omologul olandez magnat minier și maritim Anton Kröller în 1888 și a folosit ambele nume de familie în conformitate cu tradiția olandeză.

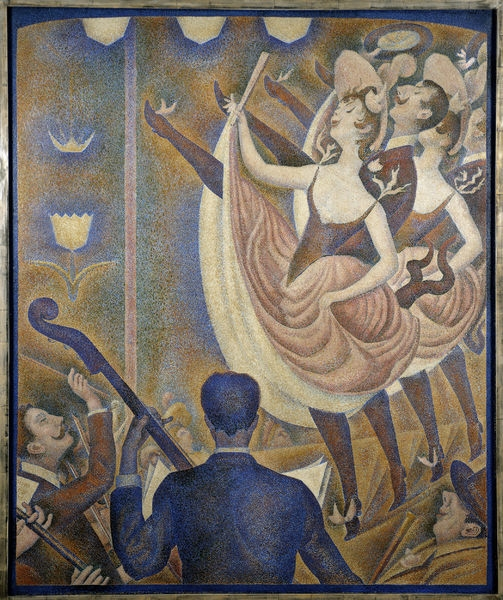
Georges Seurat, 1889-90, Le Chahut, ulei pe pânză, 171.5 x 140.5 cm (66 7/8 x 54 3/4 in), Muzeul Kröller-Müller, Otterlo, Olanda

A studiat sub Henk Bremmer în 1906-1907. Fiind una dintre cele mai bogate femei din Olanda la vremea respectivă, Bremmer a recomandat să formeze o colecție de artă. În 1907, ea și-a început colecția cu pictura Train in a Landscape de Paul Gabriel. Ulterior, Helene Kröller-Müller a devenit un colecționar de artă pasionat și unul dintre primii care au recunoscut geniul lui Vincent van Gogh. În cele din urmă, a adunat mai mult de 90 de tablouri van Gogh și 185 de desene, una dintre cele mai mari colecții ale lucrării artistului, pe locul doi la Muzeul Van Gogh din Amsterdam. De asemenea, a cumpărat mai mult de 400 de opere de artistul olandez Bart van der Leck, dar popularitatea sa nu a decolat ca van Gogh.
De asemenea, Kröller-Müller a adunat lucrări ale unor artiști moderni, cum ar fi Picasso, Georges Braque, Jean Metzinger, Albert Gleizes, Fernand Léger, Diego Rivera, Juan Gris, Piet Mondrian, Gino Severini, Joseph Csaky, Léopold Survage și Tobeen. Cu toate acestea, Bremmer i-a sfătuit să nu cumpere O duminică de vară pe insula Grande Jatte de Georges Seurat, care s-a dovedit a fi o importantă icoană a artei din secolul al XX-lea. A cumpărat totuși Le Chahut de Seurat, o altă icoană din istoria artei moderne. De asemenea, ea s-a îndepărtat de artiștii din Germania ei natală, a cărui muncă a găsit-o „insuficient de autoritară”.
Într-o excursie la Florența din iunie 1910, ea a conceput ideea de a crea o casă-muzeu. Din 1913, părți ale colecției sale erau deschise publicului; până la mijlocul anilor '30, sala de expoziții din Haga a fost unul dintre locurile foarte rare în care se putea vedea mai mult decât câteva lucrări de artă modernă. În 1928, Anton și Helene au creat Fundația Kröller-Müller pentru a proteja colecția și bunurile. În 1935, au donat poporului olandez întreaga lor colecție în valoare de aproximativ 12.000 de obiecte, cu condiția ca un mare muzeu să fie construit în grădinile parcului său. Deschis în grija guvernului olandez, Muzeul Kröller-Müller a fost deschis în 1938.

Muzeul Kröller-Müller este amplasat pe o suprafață de 75 hectare (300.000 de metri pătrați) împădurită, astăzi cel mai mare parc național din Olanda, Parcul Național Hoge Veluwe lângă orașul Otterlo și Arnhem. O galerie de artă generoasă a fost planificată în apropierea lacului lor iconic de pe malul lacului Jachthuis Sint Hubertus și a statuii peisajului prietenului lor personal strâns, generalul Christian de Wet. Din cauza amenințării cu războiul, planurile nu au fost niciodată implementate în timpul vieții lor, dar odată ce războiul s-a încheiat cu o grădină mare de sculptură forestieră și a fost deschisă o extindere deschisă a expoziției deschise, statuile de locuit ale lui Rodin și a doua cea mai mare colecție de picturi van Gogh din lume, celebra Floarea-soarelui.

## Vezi și
- Muzeul Kröller-Müller